# 春川駅
春川駅（チュンチョンえき）は、大韓民国江原特別自治道春川市槿花洞にある韓国鉄道公社（KORAIL）京春線の駅。京春線の終点である。駅番号はP140。翰林大(ハルリムデ)の副駅名がある。

## 駅構造

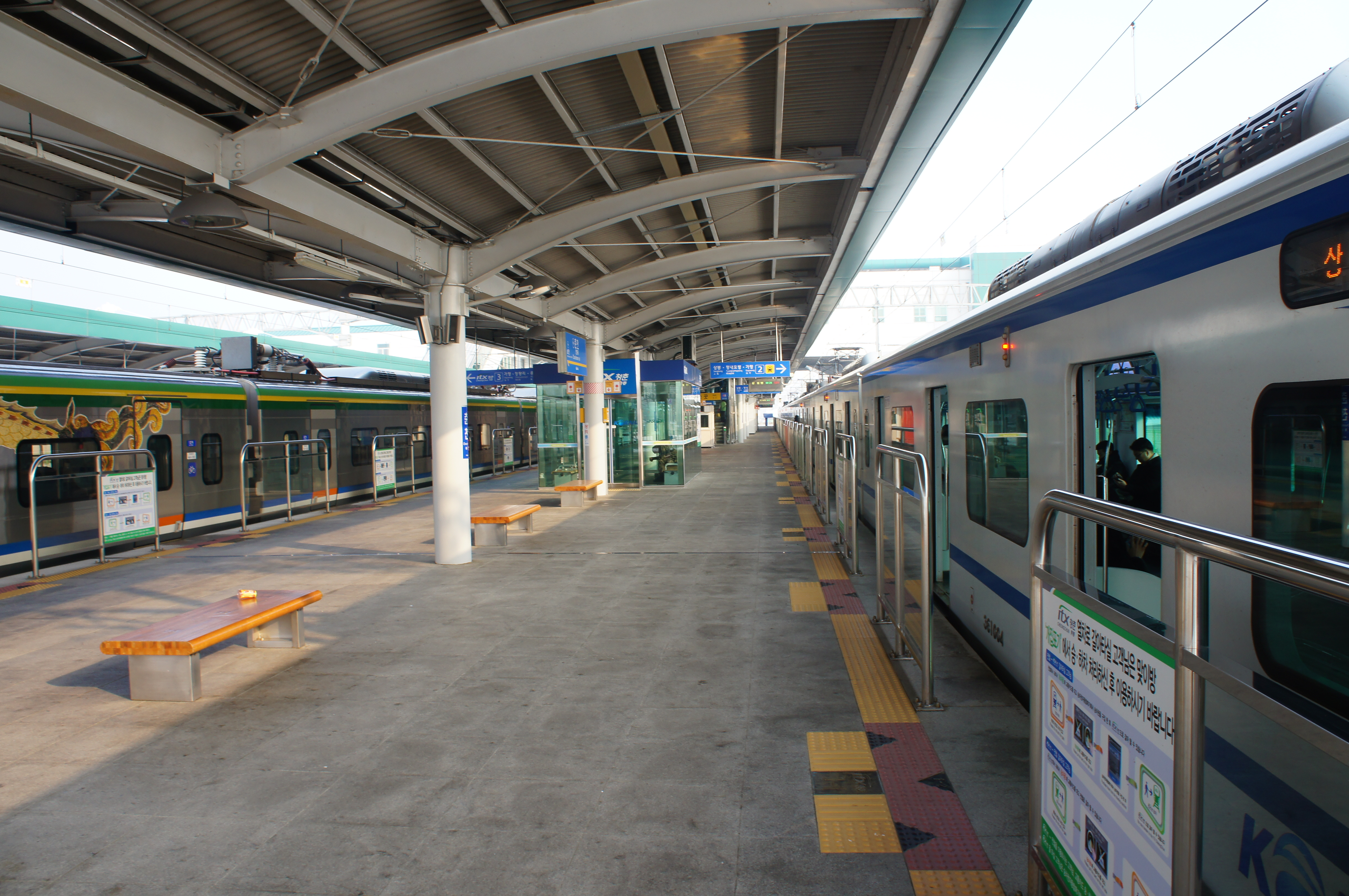
1,2番線

島式ホーム2面4線の地上駅。
のりば
| 2    | 京春線 | ●首都圏電鉄京春線           | 加平・坪内好坪・上鳳・清凉里方面 |
| 3    | 京春線 | ITX-青春                    | 清凉里・龍山方面                 |
| 4・5 | 京春線 | ●首都圏電鉄京春線・ITX-青春 | 到着ホーム                       |

## 利用状況
近年の一日平均利用人員推移は下記のとおり。なお、京春線の2010年は開業日の12月21日から12月31日までの11日間の平均、ITX-青春の2012年は開業日の2月28日から12月31日までの308日間の平均である。
| 路線     | 路線     | 2010年 | 2011年 | 2012年 | 2013年 | 2014年 | 2015年 | 2016年 | 2017年 | 2018年 | 出典  |
| -------- | -------- | ------ | ------ | ------ | ------ | ------ | ------ | ------ | ------ | ------ | ----- |
| ●京春線  | 乗車人員 | 9,573  | 5,221  | 3,359  | 3,150  | 2,966  | 2,672  | 2,512  | 2,410  | 2,269  | [ 1 ] |
| ●京春線  | 降車人員 | 8,998  | 4,582  | 2,937  | 2,730  | 2,604  | 2,407  | 2,237  | 2,130  | 2,009  | [ 1 ] |
| ●京春線  | 乗降人員 | 18,571 | 9,803  | 6,296  | 5,880  | 5,570  | 5,079  | 4,749  | 4,540  | 4,278  | [ 1 ] |
| ITX-青春 | 乗車人員 | 未開業 | 未開業 | 1,734  | 2,117  | 2,265  | 2,339  | 2,326  | 2,390  | 2,242  | [ 1 ] |
| ITX-青春 | 降車人員 | 未開業 | 未開業 | 1,816  | 2,179  | 2,254  | 2,353  | 2,370  | 2,387  | 2,217  | [ 1 ] |
| ITX-青春 | 乗降人員 | 未開業 | 未開業 | 3,550  | 4,296  | 4,519  | 4,692  | 4,696  | 4,777  | 4,459  | [ 1 ] |

## 駅周辺
- 駐韓米軍基地「キャンプ・ ペイジ」（Camp Page）跡地：春川駅と春川市の繁華街との間に位置し、町の発展を阻害する要因となっていた。しかし、2005年3月29日に基地は閉鎖され、今後は跡地周辺と一体化した開発事業が行なわれる予定である。
- 衣岩湖（ウィアムホ）：衣岩ダムで北漢江を塞き止めたことで誕生した人造湖。湖には中島（チュンド）が浮かんでおり、リゾート地として開発されている。
- 江原特別自治道庁
- 春川市庁

## 歴史
- 1939年7月25日 - 開業。
- 2005年10月1日 - 京春線の電鉄化工事開始に伴い営業休止。
- 2010年12月21日 - 首都圏電鉄京春線開業に伴い再開業。
- 2027年 - 春川束草線が開業予定。

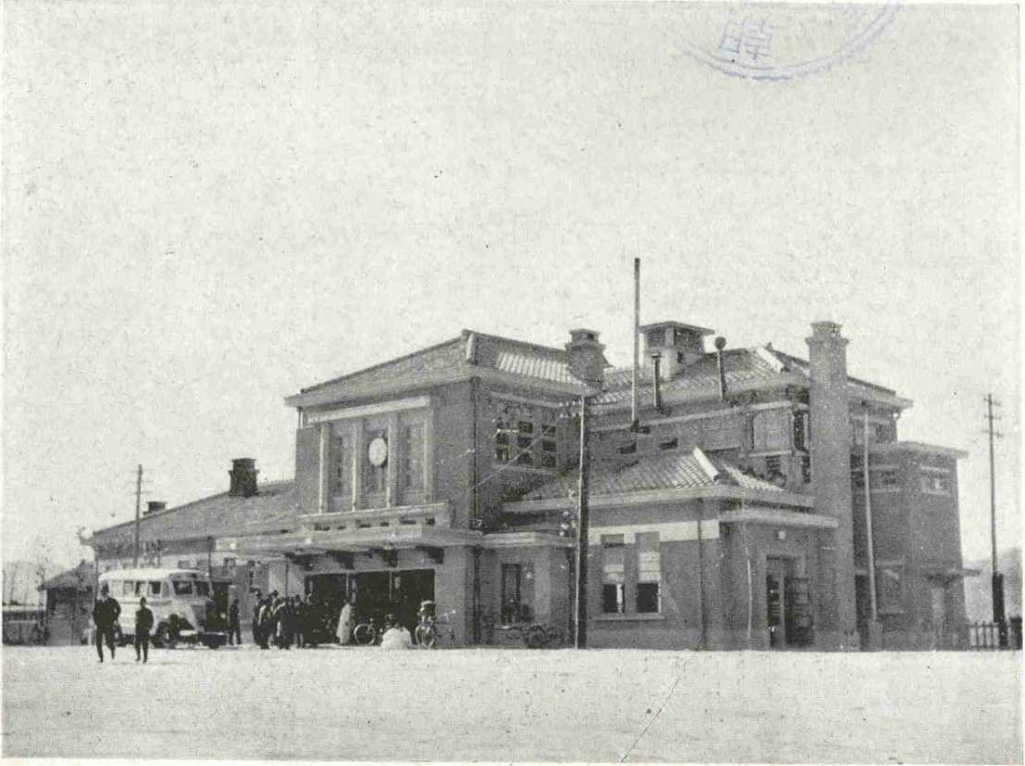
日本統治時代の駅舎画像(1940年)
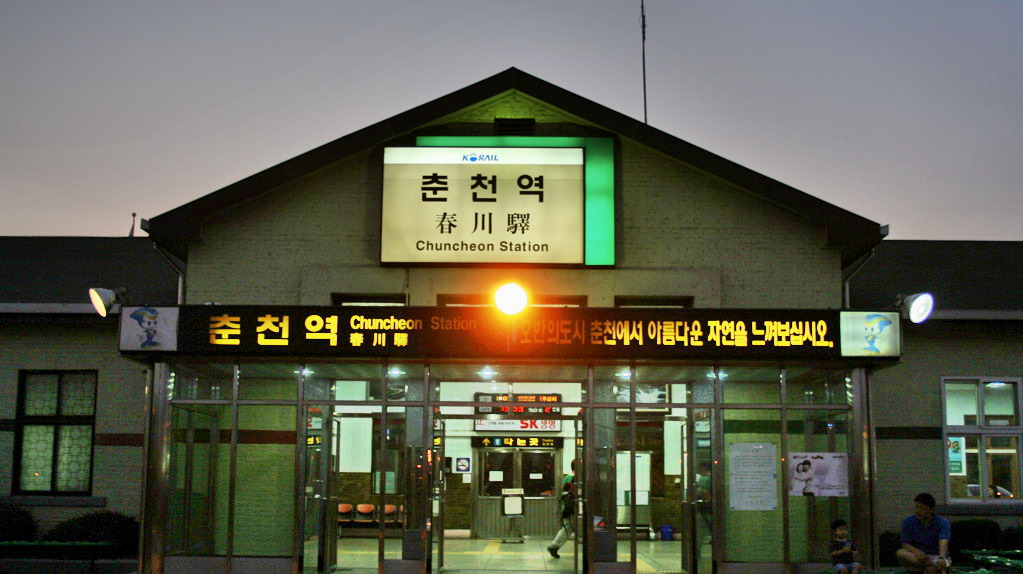
旧駅舎(2005年)
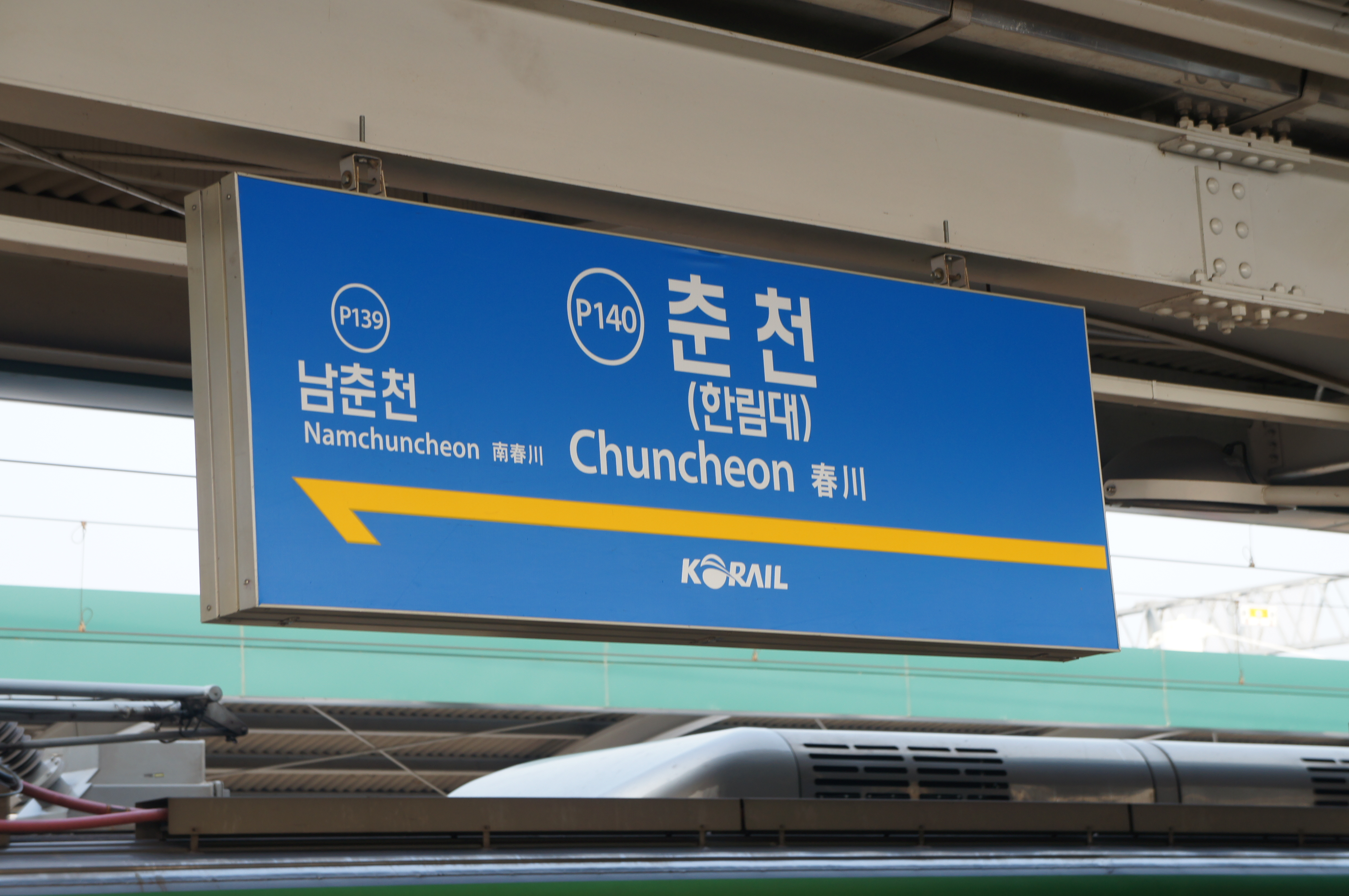
駅名標

## 隣の駅
韓国鉄道公社
●京春線
ITX-青春・急行・緩行
南春川駅 (P139) - 春川駅 (P140)